# پی.یو.ان.کی.اس
پی. یو.ان.کی. اس (به انگلیسی: P.U.N.K.S.) فیلمی محصول سال ۱۹۹۹ و به کارگردانی شان مک‌نامارا است. در این فیلم بازیگرانی همچون تیموتی ردواین، کنت ای. براون، پاتریک رنا، براندون بیکر، جسیکا آلبا، رندی کواید، هنری وینکلر، کتی موریارتی و مگان بلیک ایفای نقش کرده‌اند.